# Жаба китайська
Жаба китайська (Rana chensinensis) — вид земноводних з роду Бура жаба родини Жаб'ячі.

## Опис
Загальна довжина досягає 9,6 см. Голова відносно широка, морда не загострена. Спинно-бічні складки згинаються у бік барабанної перетинки, іноді не виражені. Задні кінцівки здебільшого помірної довжини. Якщо їх скласти перпендикулярно осі тіла, то гомілковостопні суглоби перекриваються. Якщо кінцівку витягнути вздовж тіла, то гомілковостопний суглоб заходить за око, а у деяких особин навіть за край морди. Внутрішній п'ятковий горбок дорівнює в середньому 1/3 довжини пальця. Самці мають парні внутрішні бічні резонатори. Шлюбний мозоль на першому пальці розчленована на 4 частини. Шкіра гладенька або вкрита на спині і з боків горбиками різного розміру та форми.
Забарвлення верхньої частини дуже мінливе: від трохи сіро-зеленуватого до світло-або темно-бурого, палевого, червонуватого. У багатьох особин виражена ^-подібна фігура (шеврон). Темні плями різного розміру та форми на спині й з боків часто збігаються з горбиками і шевроном, але іноді вони не суцільні. Світла смуга уздовж середини спини виражена нечітко. Нерідко трапляються особини без плям і смуги. Має добре помітну темну пляму на скроні. Місце сходження боків і стегон забарвлено у жовто-зеленуватий колір. Черево може бути покрито іржавими, рудуватими, рожево-жовтими і блакитними плямами, особливо у самиць. У самців воно і горло часто біле без плям, і червонувате лише у задній частині і на кінцівках, у молодих особин — крапчасте.

## Спосіб життя
Полюбляє зволожені, сухі місцини, широколистяні, кедрово-широколистяні, дрібнолисті та хвойні ліси, воліючи узлісся, галявини, просіки. Мешкає також у заплавах і долинах річок та озер, уздовж морських узбереж, в чагарникових заростях, на різнотравних луках. Уникають суцільних заростей бамбука, густих масивів хвойного лісу, тундрових ландшафтів, не пересічених ріками. Веде наземний спосіб життя, віддаляючись від водойм на значну відстань. Зустрічається як на рівнині, так і по схилах сопок, на вододілах й перевалах. піднімаючись у гори до висоти понад 4000 м над рівнем моря (у Тибеті і Сичуані).
Активна у будь-який час доби. Вдень вони трапляються в затінених місцях під пологом лісу або серед високої трави в дощову і похмуру погоду. Частіше зустрічається у сутінках, в першу половину ночі і рано вранці, поки ще не висохла роса. У разі небезпеки ховається під хмизом, в лісовій підстилці, під каміння та інші лежачі предмети, у траві, у нори гризунів. У спекотний час може викопувати невеликі норки довжиною 8—12 см на глибині 5—10 см від поверхні.
Харчується жуками, гусіню метеликів, прямокрилими, павуками, равликами, рідше дощовими хробаками. На узбережжі о. Кунашир ввечері виходить у зону викидів морських водоростей і ловить там бокоплавів. Пуголовки споживають переважно різні водорості, а також найпростіших, дрібних ракоподібних, яйця комах.
На зимівлю йде у жовтні. Під час міграцій до місць зимівлі іноді одночасно переміщаються сотні і тисячі особин. Тривалість зимівлі становить 180–210 діб. Зимують у непромерзаючих проточних водоймах з температурою води 3—5°С — гірських річках, ключах з чистою водою і кам'янистим ґрунтом, стічних меліоративних канавах і лише зрідка в стоячих водоймах (кар'єрах, ставках). Ховається за каменями, виступами берега, в ямах на дні, під корчами. Іноді зимує у річках, забруднених сміттям, під яким і ховаються (наприклад, під залізними листами, бляшками). У сприятливих водоймах може скупчуватися кілька сотень тисяч особин. Жаби під льодом час від часу пересуваються як по течії, так й проти течії і в цей час добувають їжу. У разі спаду води взимку, сильного промерзання ділянок до дна або замору гине безліч китайських жаб. Пробуджується, коли ще не повністю розтанув сніг, а водойми частково вкриті льодом. Температура повітря в цей час дорівнює 1—5°С, води 1—3°С. Дорослі особини з'являються наприкінці березня — у першій декаді травня.
Тривалість життя у природі не менше 6 років. на цю жабу полюють гадюки, полози, ворони, хижі і навколоводних птахів, ссавці. Ікра і пуголовки знищуються личинками волохокрильців, бабок і жуків-плавунців.

## Розмноження
Статева зрілість настає у віці 3 років при довжині тіла близько 5,4 см. Самці, іноді навіть долаючи ділянки снігу, займають водойми першими. Через пару днів вони влаштовують гучні вечірні «концерти», що чутні здалеку. У місцях розмноження утворює часом дуже великі скупчення.
Як нерестовища використовує різні водойми, здебільшого тимчасові, рідше постійні. Розмножується у калюжах, ямах, придорожніх кюветах, у низинах, що заповнені талою та дощовою водою, на заплавних луках, у старицях, на прісних дрібних околицях великих лагунних озер, в меліоративних канавах, болотах, невеликих ставках. Іноді ікрометання відбувається навіть у струмках, рукавах річок, але не в самому потоці, а в невеликих відгалуженнях, де течії майже немає. Глибина водойм невелика, зазвичай до 0,7—1 м. Водойми розмноження можуть знаходитися як на рівнині в заплаві або долині, так і у сопках, лісі і на відкритому місці (на луках, морському березі).
Період парування розтягнутий не менше, ніж на місяць, так як міграція особин з місць зимівель здійснюється двома—трьома хвилями. Парування починається через 2—6 доби після виходу з зимівлі при температурі води 5—11°С. Пари утворюються іноді за кілька десятків метрів до водойми і тримаються 4—10 годин. Самці у водоймі намагаються обхопити будь—який рухомий предмет. Процес власне відкладання ікри парою триває близько 5 хвилин. Самиця відкладає від 300 до 3800 ікринок діаметром 5—7 мм на ділянку, що добре прогріта, часто з рослинністю, на глибині близько 20 см. Ікрометання йде порційно (по 600–800 ікринок).
Ембріональний розвиток триває 4—23 діб на Сахаліні. Велика кількість ікри і личинок гине від пересихання водойм. Довжина личинок після появи дорівнює 5—8 мм. Їх розвиток триває 52—98 діб. Пуголовки активні протягом доби. Їх довжина перед метаморфозом близько 4,4 см (з хвостом). На ротовом диску зубчики розташовані у 4 рядки вище і нижче дзьоба. Весь період предметаморфозного розвитку (від ікри) дорівнює 70—121 діб. До стадії сеголетки виживає не більше 3% від відкладеної ікри. Сеголетки довжиною 10—12 мм і більш з'являються у середині — наприкінці червня, іноді у липні, рідше на початку серпня при довжині тіла 12 мм і більше.

## Поширення
Мешкає здебільшого у Китаї (на захід до східного Сіньцзяня і Тибету, на південь до провінцій Сичуань, Хубей і Цзянсу), у південній та східній Монголії, іноді зустрічається в деяких прикордонних районах Бурятії, Амурської області та Приморського краю Російської Федерації й у Північній Кореї.